# Gillellus chathamensis
Gillellus chathamensis is een  straalvinnige vissensoort uit de familie van zandsterrenkijkers (Dactyloscopidae). De wetenschappelijke naam van de soort is voor het eerst geldig gepubliceerd in 1977 door Dawson.
De soort staat op de Rode Lijst van de IUCN als Kwetsbaar, beoordelingsjaar 2007.